# 3-Sphäre
Die 3-dimensionale Sphäre oder kurz 3-Sphäre ist ein Objekt in der Mathematik, nämlich eine Sphäre der dritten Dimension. Sie ist neben dem euklidischen Raum {\displaystyle \mathbb {R} ^{3}} das einfachste Beispiel einer 3-dimensionalen Mannigfaltigkeit und kann in den euklidischen Raum {\displaystyle \mathbb {R} ^{4}} eingebettet werden.
Als Einheitssphäre trägt sie den Namen {\displaystyle \mathbb {S} ^{3}}.

## Definition
Unter einer 3-dimensionalen Sphäre versteht man eine topologische Mannigfaltigkeit, die homöomorph zur Einheitssphäre im {\displaystyle \mathbb {R} ^{4}} ist. Letztere wird mit {\displaystyle \mathbb {S} ^{3}} bezeichnet.
Die Einheitssphäre {\displaystyle \mathbb {S} ^{3}} ist die Menge der Punkte im 4-dimensionalen euklidischen Raum {\displaystyle \mathbb {R} ^{4}} mit Abstand eins vom Ursprung, also
{\displaystyle \mathbb {S} ^{3}:=\{x\in \mathbb {R} ^{4}\colon \|x\|_{2}=1\}},
wobei {\displaystyle \|\cdot \|_{2}} die euklidische Norm ist. Sie kann als Rand der 4-Einheitskugel {\displaystyle \operatorname {B} ^{4}} aufgefasst werden und wird daher auch mit {\displaystyle \partial \operatorname {B} ^{4}} bezeichnet.

## Eigenschaften

### Geometrische Eigenschaften
Die 3-dimensionale Hyperfläche (das 3-Volumen) einer 3-Sphäre vom Radius {\displaystyle r} ist
{\displaystyle 2\pi ^{2}r^{3}\,}
und das 4-dimensionale Hypervolumen einer 4-Kugel (das 4-Volumen des 4-dimensionalen Gebietes innerhalb dieser 3-Sphäre) ist
{\displaystyle {\begin{matrix}{\frac {1}{2}}\end{matrix}}\pi ^{2}r^{4}.}
Entsprechend ist {\displaystyle {\tfrac {\pi ^{2}}{2}}} das 4-Volumen von {\displaystyle \operatorname {B} ^{4}}.
Jeder nicht-leere Durchschnitt einer 3-Sphäre mit einer 3-dimensionalen Hyperebene ist eine 2-Sphäre oder ein einzelner Punkt.
Die 3-Sphäre vom Radius {\displaystyle r} hat die konstante, positive Schnittkrümmung {\displaystyle {\tfrac {1}{r^{2}}}}.

### Topologische Eigenschaften
Die 3-Sphäre hat keinen Rand, ist kompakt und einfach zusammenhängend. Ihre Homologiegruppen sind
| {\displaystyle H_{i}(\mathbb {S} ^{3})={\begin{cases}\\\\\end{cases}}} | {\displaystyle \mathbb {Z} }, |  | falls {\displaystyle i\in \{0,3\}} |
| {\displaystyle H_{i}(\mathbb {S} ^{3})={\begin{cases}\\\\\end{cases}}} | {\displaystyle \{0\}}         |  | sonst.                             |

Jeder topologische Raum mit diesen Homologiegruppen wird 3-Homologiesphäre genannt.
Sie ist homöomorph zur Einpunkt-Kompaktifizierung des {\displaystyle \mathbb {R} ^{3}} und ist der homogene Raum
{\displaystyle \mathbb {S} ^{3}\cong \operatorname {SO} (4)/\operatorname {SO} (3)}.

## Differenzierbare Struktur
Wie jede 3-dimensionale Mannigfaltigkeit hat die 3-Sphäre nach dem Satz von Moise eine eindeutige Differentialstruktur und eine eindeutige PL-Struktur.

## Runde Metrik
Die Einbettung als Einheitssphäre im {\displaystyle \mathbb {R} ^{4}} gibt der Sphäre die „runde Metrik“ mit Schnittkrümmung konstant 1. Insbesondere wird sie mit dieser Metrik ein symmetrischer Raum mit Isometriegruppe {\displaystyle \operatorname {SO} (4)}.
Jede Metrik konstanter Schnittkrümmung ist ein Vielfaches der runden Metrik.

## Die 3-Sphäre als Lie-Gruppe
Die 3-Sphäre {\displaystyle \mathbb {S} ^{3}} ist eine nichtabelsche Gruppe. Sie fällt zusammen mit der Gruppe der Einheitsquaternionen
{\displaystyle \left\{x\in \mathbb {H} \,\mid \,x{\bar {x}}=1\right\}}
mit {\displaystyle x=x_{0}+x_{1}\mathrm {i} +x_{2}\mathrm {j} +x_{3}\mathrm {k} } und {\displaystyle {\bar {x}}=x_{0}-x_{1}\mathrm {i} -x_{2}\mathrm {j} -x_{3}\mathrm {k} }.
Die Abbildung
{\displaystyle x_{0}+x_{1}\mathrm {i} +x_{2}\mathrm {j} +x_{3}\mathrm {k} \mapsto {\begin{pmatrix}z_{1}&z_{2}\\-{\overline {z_{2}}}&{\overline {z_{1}}}\end{pmatrix}}} mit {\displaystyle z_{1}:=x_{0}+\mathrm {i} _{\mathbb {C} }x_{1}} und {\displaystyle z_{2}:=x_{2}+\mathrm {i} _{\mathbb {C} }x_{3}}
ist ein Isomorphismus der Quaternionen {\displaystyle \mathbb {H} } in den Ring {\displaystyle \mathbb {C} ^{2\times 2}} der komplexen 2×2-Matrizen, der {\displaystyle \mathbb {S} ^{3}} auf die Untergruppe der unitären Matrizen
{\displaystyle \left\{{\begin{pmatrix}z_{1}&z_{2}\\-{\overline {z_{2}}}&{\overline {z_{1}}}\end{pmatrix}}\in \mathbb {C} ^{2\times 2}{\Bigg |}\;|z_{1}|^{2}+|z_{2}|^{2}=1\right\}=:\operatorname {SU} (2)},
abbildet. Sie machen eine Lie-Gruppe aus, die den Namen {\displaystyle \operatorname {SU} (2)} trägt.
Diese Bijektion ist gleichzeitig ein Diffeomorphismus
{\displaystyle \quad \mathbb {H} ^{\times }\supset \mathbb {S} ^{3}\to \operatorname {SU} (2)\subset \left(\mathbb {C} ^{2\times 2}\right)^{\times }\quad ;\quad (z_{1},z_{2})\mapsto {\begin{pmatrix}z_{1}&z_{2}\\-{\overline {z_{2}}}&{\overline {z_{1}}}\end{pmatrix}}}
Die 3-Sphäre {\displaystyle \mathbb {S} ^{3}=\operatorname {SU} (2)} ist die einfachste nichtabelsche kompakte Lie-Gruppe und insbesondere im Standardmodell der Elementarteilchenphysik von Bedeutung.

## Poincaré-Vermutung
Die 3-Sphäre ist die einzige einfach zusammenhängende, kompakte 3-Mannigfaltigkeit.

## Vektorfelder auf der 3-Sphäre
Als Lie-Gruppe ist die 3-Sphäre parallelisierbar. Ein Beispiel dreier linear unabhängiger Vektorfelder auf der Einheitssphäre im {\displaystyle \mathbb {R} ^{4}} ist
{\displaystyle V_{1}(x_{1},x_{2},x_{3},x_{4})=(-x_{2},x_{1},-x_{4},x_{3}),V_{2}(x)=(-x_{3},x_{4},x_{1},-x_{2}),V_{3}(x)=(-x_{4},-x_{3},x_{2},x_{1})}.

## Heegaard-Zerlegungen
Man erhält die 3-dimensionale Sphäre, indem man die Ränder zweier 3-dimensionaler Kugeln orientierungsumkehrend miteinander verklebt.
Allgemeiner hat die 3-Sphäre zu jedem {\displaystyle g\geq 0} eine eindeutige Heegaard-Zerlegung vom Geschlecht {\displaystyle g}.

## Dehn-Chirurgien
Jede kompakte 3-Mannigfaltigkeit kann durch Chirurgien an Verschlingungen {\displaystyle K\subset \mathbb {S} ^{3}} in der 3-Sphäre konstruiert werden.

## Sphärische 3-Mannigfaltigkeiten
Aus dem von Thurston initiierten und von Perelman bewiesenen Geometrisierungsprogramm folgt, dass alle kompakten 3-Mannigfaltigkeiten endlicher Fundamentalgruppe sphärische 3-Mannigfaltigkeiten (oder 3-dimensionale sphärische Raumformen) sind, sich also als Quotientenraum
{\displaystyle M=\Gamma \backslash \mathbb {S} ^{3}}
für eine endliche Gruppe {\displaystyle \Gamma \subset SO(4)} von Isometrien der runden Metrik darstellen lassen.
Beispiele 3-dimensionaler sphärischer Raumformen sind die Linsenräume oder die Poincaré-Homologiesphäre.